# La travessa
La travessa és un programa de televisió català del gènere de la telerealitat d'aventures. Produït per la productora Aguacate & Calabaza films. Una idea original de Jorge Velasco i Núria Velasco i presentat per Laura Escanes i estrenat el 30 d'octubre de 2023 a 3cat, amb motiu de l'estrena de la nova plataforma audiovisual de Televisió de Catalunya. L'estrena per TV3 fou el 7 de juny de 2024.

## Dinàmica
Durant quinze dies, vuit parelles competeixen travessant els Pirineus en el cas de la primera temporada, la costa mediterrània en la segona i les Terres de Ponent a la tercera. Els concursants hauran de recórrer de punta a punta del territori català creuant cims, boscos, barrancs o platges i enfrontant-se a reptes que posaran al límit les seves forces. No coneixen el recorregut de l'etapa ni els reptes que es trobaran: cada mapa els portarà al següent, fins al destí final en una competició cronometrada on els millors lluitaran per obtenir beneficis i els pitjors, per no quedar eliminats. Només dues parelles podran arribar a la gran final per guanyar el premi econòmic.
Hi ha dos tipus d'etapes: no eliminatòries on els dos equips més ràpids al final d'etapa s'enfronten en una prova de benefici i les eliminatòries, on els dos equips més lents s'enfronten en la prova d'eliminació per abandonar el programa.
Durant cada etapa també hi haurà un punt de control al mig del recorregut on les parelles podran aconseguir avantatges o desavantatges per a ells mateixos o cap a la resta d'equips.

## Temporades
| Temporada | Temporada             | Dates                  | Dates                  | Guanyadors       | Audiències  | Audiències  | Audiències        | Ref. |
| Temporada | Temporada             | Estrena                | Final                  | Guanyadors       | Espectadors | Esp. totals | Quota de pantalla | Ref. |
| --------- | --------------------- | ---------------------- | ---------------------- | ---------------- | ----------- | ----------- | ----------------- | ---- |
|           | Expedició Pirineus    | 30 d'octubre de 2023   | 24 de novembre de 2023 | Esterri i Clara  |             |             |                   |      |
|           | Expedició Mediterrani | 25 de setembre de 2024 | 23 d'octubre de 2024   | Tafalla i Cirera |             |             |                   |      |
|           | Expedició Ponent      |                        |                        |                  |             |             |                   |      |

## Concursants

### Concursants de la primera temporada (Expedició Pirineus)
| Equip     | Relació           | Edat | Professió               | Posició                          |
| --------- | ----------------- | ---- | ----------------------- | -------------------------------- |
| Esterri   | Exparella         | 27   | Emprenedor              | 2ns eliminats / 1rs classificats |
| Clara     | Exparella         | 26   | Treballadora ONG        | 2ns eliminats / 1rs classificats |
| Carme     | Sogra i gendre    | 62   | Gestora cultural        | 3rs eliminats / 2ns classificats |
| Xevi      | Sogra i gendre    | 39   | Tapisser                | 3rs eliminats / 2ns classificats |
| Sílvia    | Amics de curses   | 31   | Tecnòloga alimentària   | 3rs classificats                 |
| Alejandro | Amics de curses   | 31   | Director de producte    | 3rs classificats                 |
| Quim      | Amics de muntanya | 32   | Ambientòleg             | 5ns eliminats                    |
| Lluís     | Amics de muntanya | 42   | Metge de capçalera      | 5ns eliminats                    |
| Teresa    | Amigues de swing  | 51   | Fisioterapèuta          | 4es eliminades                   |
| Piluca    | Amigues de swing  | 52   | Entrenadora             | 4es eliminades                   |
| Mònica    | Germanes          | 36   | Entrenadora d'executius | Abandonament forçat              |
| Marta     | Germanes          | 38   | Directora de màrqueting | Abandonament forçat              |
| Oriol     | Parella           | 45   | Metge intensivista      | Abandonament voluntari           |
| Mireia    | Parella           | 43   | Cirurgiana plàstica     | Abandonament voluntari           |
| Isidre    | Pare i filla      | 67   | Jubilat                 | 1rs eliminats                    |
| Elisabet  | Pare i filla      | 40   | Fotògrafa               | 1rs eliminats                    |

### Concursants de la segona temporada (Expedició Mediterrani)
| Equip   | Relació       | Edat | Professió                | Posició                     |
| ------- | ------------- | ---- | ------------------------ | --------------------------- |
| Tafalla | Amics         | 33   | Responsable de qualitat  | 1rs classificats            |
| Cirera  | Amics         | 25   | Emprenedor               | 1rs classificats            |
| Mertxe  | Amics         | 33   | Anestesista              | 2ns classificats            |
| Joan    | Amics         | 32   | Cardiòleg                | 2ns classificats            |
| Melci   | Germans       | 28   | Veterinari porcí         | 3rs classificats            |
| Júlia   | Germans       | 20   | Estudiant                | 3rs classificats            |
| Mireia  | Parella       | 35   | Responsable de logística | 9ns eliminats               |
| Adams   | Parella       | 32   | Coordinador esportiu     | 9ns eliminats               |
| Marina  | Amics         | 25   | Mestra                   | 1a eliminada / 8a eliminada |
| Madi    | Amics         | 27   | Granger                  | 1r eliminat                 |
| Jordi   | Tiet i neboda | 51   | Mosso d'esquadra         | 2n eliminat                 |
| Carla   | Tiet i neboda | 30   | Mestra                   | 2a eliminada / 8a eliminada |
| Marta   | Parella       | 30   | Gestora de residències   | 7es eliminades              |
| Laura   | Parella       | 32   | Infermera                | 7es eliminades              |
| Jordi   | Amics         | 23   | Enginyer industrial      | 6ns eliminats               |
| Ignasi  | Amics         | 23   | Cuiner                   | 6ns eliminats               |
| Clàudia | Amigues       | 21   | Estudiant                | 5es eliminades              |
| Mariona | Amigues       | 19   | Estudiant                | 5es eliminades              |
| Joan    | Amics         | 66   | Fuster                   | 4ts eliminats               |
| Xavi    | Amics         | 63   | Jubilat                  | 4ts eliminats               |
| Clàudia | Filla i mare  | 28   | Controller               | 3es eliminades              |
| Marta   | Filla i mare  | 52   | Responsable d'explotació | 3es eliminades              |

## Resultats

### Primera temporada (Expedició Pirineus)
| Equip     | Dia 1 | Dia 2 | Dia 3 | Dia 4 | Dia 5                           | Dia 6 | Dia 7 | Dia 8 | Dia 9        | Dia 10 | Dia 11 | Dia 12 | Dia 13           | Dia 14 | Dia 15 |  |
| --------- | ----- | ----- | ----- | ----- | ------------------------------- | ----- | ----- | ----- | ------------ | ------ | ------ | ------ | ---------------- | ------ | ------ |  |
| Esterri   | 2ns   | 2ns   | 2ns   | 6ns   | 1rs // A la prova d'eliminació* |       |       |       | Retorn       | 4t     | 1rs    | 2ns    | 2ns              | 1rs    | 1rs    |  |
| Clara     | 2ns   | 2ns   | 2ns   | 6ns   | 1rs // A la prova d'eliminació* |       |       |       | Retorn       | 1a     | 1rs    | 2ns    | 2ns              | 1rs    | 1rs    |  |
| Carme     | 1rs   | 5ns   | 3rs   | 2ns   | 6ns                             | 1rs   | 5ns   |       | Retorn       | 3rs    | 2ns    | 4ts    | Etapa incompleta | 3rs    | 2ns    |  |
| Xevi      | 1rs   | 5ns   | 3rs   | 2ns   | 6ns                             | 1rs   | 5ns   |       | Retorn       | 3rs    | 2ns    | 4ts    | Etapa incompleta | 3rs    | 2ns    |  |
| Sílvia    | 5ns   | 3rs   | 5ns   | 3rs   | 3rs                             | 3rs   | 2ns   | 2ns   | -            | 2ns    | 2ns    | 1rs    | 1rs              | 2ns    |        |  |
| Alejandro | 5ns   | 3rs   | 5ns   | 3rs   | 3rs                             | 3rs   | 2ns   | 2ns   | -            | 2ns    | 2ns    | 1rs    | 1rs              | 2ns    |        |  |
| Quim      | 4ts   | 1rs   | 4ts   | 4ts   | 7ns                             | 2ns   | 4ts   | 3rs   | -            | 5ns    | 5ns    | 3rs    | 3rs              |        |        |  |
| Lluís     | 4ts   | 1rs   | 4ts   | 4ts   | 7ns                             | 2ns   | 4ts   | 3rs   | -            | 5ns    | 5ns    | 3rs    | 3rs              |        |        |  |
| Teresa    | 6es   | 8es   | 7es   | 1es   | 5es                             | 4es   | 1es   | 4es   | -            | 1a     | 4es    |        |                  |        |        |  |
| Piluca    | 6es   | 8es   | 7es   | 1es   | 5es                             | 4es   | 1es   | 4es   | -            | 4a     | 4es    |        |                  |        |        |  |
| Mònica    | 7es   | 4es   | 1es   | 7es   | 4es                             | 5es   | 3es   | 1es   | Abandonament |        |        |        |                  |        |        |  |
| Marta     | 7es   | 4es   | 1es   | 7es   | 4es                             | 5es   | 3es   | 1es   | Abandonament |        |        |        |                  |        |        |  |
| Oriol     | 8ns   | 7ns   | 6ns   | 5ns   | 2ns                             | 6ns   | 6ns   | 5ns   | Abandonament |        |        |        |                  |        |        |  |
| Mireia    | 8ns   | 7ns   | 6ns   | 5ns   | 2ns                             | 6ns   | 6ns   | 5ns   | Abandonament |        |        |        |                  |        |        |  |
| Isidre    | 3rs   | 6ns   | 8ns   |       |                                 |       |       |       |              |        |        |        |                  |        |        |  |
| Elisabet  | 3rs   | 6ns   | 8ns   |       |                                 |       |       |       |              |        |        |        |                  |        |        |  |

Llegenda:
     Guanyen la prova de benefici
     Eliminació
     Guanyadors de La Travessa
     2ns classificats de La Travessa
     3rs classificats de La Travessa
*Tot i estar salvats, van directament a la prova d'eliminació perquè un dels integrants de la parella, no ha arribat amb la motxilla fins al final de l'etapa.

### Segona temporada (Expedició Mediterrani)
| Equip   | Dia 1 | Dia 2 | Dia 3 | Dia 4 | Dia 5 | Dia 6 | Dia 7 | Dia 8 | Dia 9 | Dia 10 | Dia 11 | Dia 12 | Dia 13 | Dia 14  | Dia 15 |
| ------- | ----- | ----- | ----- | ----- | ----- | ----- | ----- | ----- | ----- | ------ | ------ | ------ | ------ | ------- | ------ |
| Tafalla | 3rs   | 4ts   | 4ts   | 1rs   | 1rs   | 3rs   | 1rs   | 1rs   | 3rs   | 2ns    | 2ns    | 2ns    | 1rs    | 3rs/1rs | 1rs    |
| Cirera  | 3rs   | 4ts   | 4ts   | 1rs   | 1rs   | 3rs   | 1rs   | 1rs   | 3rs   | 2ns    | 2ns    | 2ns    | 1rs    | 3rs/1rs | 1rs    |
| Mertxe  | 1rs   | 2ns   | 2ns   | 3rs*  | 4ts   | 1rs   | 3rs   | 3rs   | 1rs   | 1rs    | 3rs    | 3rs*** | 2ns    | 1rs**** | 2ns    |
| Joan    | 1rs   | 2ns   | 2ns   | 3rs*  | 4ts   | 1rs   | 3rs   | 3rs   | 1rs   | 1rs    | 3rs    | 3rs*** | 2ns    | 1rs**** | 2ns    |
| Melci   | 2ns   | 3rs   | 3rs   | 2ns   | 3rs   | 5ns   | 4ts   | 4ts   | 2ns   | 3rs**  | 1rs    | 1rs    | 3rs    | 2ns     |        |
| Júlia   | 2ns   | 3rs   | 3rs   | 2ns   | 3rs   | 5ns   | 4ts   | 4ts   | 2ns   | 3rs**  | 1rs    | 1rs    | 3rs    | 2ns     |        |
| Mireia  | 4ts   | 7ns   | 7ns   | 4ts   | 7ns   | 4ts   | 2ns   | 2ns   | 4ts   | 4ts    | 4ts    | 4ts    |        |         |        |
| Adams   | 4ts   | 7ns   | 7ns   | 4ts   | 7ns   | 4ts   | 2ns   | 2ns   | 4ts   | 4ts    | 4ts    | 4ts    |        |         |        |
| Jordi   | 9ns   |       |       |       |       |       |       |       |       |        |        |        |        |         |        |
| Carla1  | 9ns   | 7es   | 6es   | 6es   | 5es   | 5es   |       |       |       |        |        |        |        |         |        |
| Marina1 | 11ns  | 7es   | 6es   | 6es   | 5es   | 5es   |       |       |       |        |        |        |        |         |        |
| Madi    | 11ns  |       |       |       |       |       |       |       |       |        |        |        |        |         |        |
| Marta   | 8es   | 5es   | 5es   | 7es   | 5es   | 2es   | 5es   | 5es   |       |        |        |        |        |         |        |
| Laura   | 8es   | 5es   | 5es   | 7es   | 5es   | 2es   | 5es   | 5es   |       |        |        |        |        |         |        |
| Jordi   | 5ns   | 1rs   | 1rs   | 5ns   | 2ns   | 6ns   |       |       |       |        |        |        |        |         |        |
| Ignasi  | 5ns   | 1rs   | 1rs   | 5ns   | 2ns   | 6ns   |       |       |       |        |        |        |        |         |        |
| Clàudia | 7es   | 6es   | 6es   | 6es   | 6es   |       |       |       |       |        |        |        |        |         |        |
| Mariona | 7es   | 6es   | 6es   | 6es   | 6es   |       |       |       |       |        |        |        |        |         |        |
| Joan    | 10ns  | 8ns   | 8ns   | 8ns   |       |       |       |       |       |        |        |        |        |         |        |
| Xavi    | 10ns  | 8ns   | 8ns   | 8ns   |       |       |       |       |       |        |        |        |        |         |        |
| Clàudia | 6es   | 9es   | 9es   |       |       |       |       |       |       |        |        |        |        |         |        |
| Marta   | 6es   | 9es   | 9es   |       |       |       |       |       |       |        |        |        |        |         |        |

Llegenda:
     Guanyen la prova de benefici
     Eliminació
     Guanyadors de La Travessa
     2ns classificats de La Travessa
     3rs classificats de La Travessa
* Són enviats a la fase d'eliminació directament degut a ser els més votats a la prova del punt de control.
** Són enviats a la fase d'eliminació degut a la prova del punt de control.
*** Queden últims per abandonar l'etapa.
**** Degut al benefici del criptex se'ls hi intercanvia la posició.
1 A l'inici del 6è dia es fa una prova de repesca que és individual, generant-se una nova parella formada per la Carla (primera guanyadora) i la Marina (segona guanyadora).

## Recepció

### Audiències televisives

#### Audiències de la primera temporada
| Episodi             | Data original d'emissió | Data d'emissió TV3 | Espectadors    |
| ------------------- | ----------------------- | ------------------ | -------------- |
| 1. L'aventura       | 30 octubre de 2023      | 7 de juny de 2024  | 104.000 (6,7%) |
| 2. La resistència   | 30 octubre de 2023      | 14 de juny de 2024 | 84.000 (5,6%)  |
| 3. La força         | 30 octubre de 2023      | 21 de juny de 2024 | (1,9%)         |
| 4. Els límits       | 10 de novembre de 2023  |                    |                |
| 5. L'instint        | 10 de novembre de 2023  |                    |                |
| 6. La supervivència | 10 de novembre de 2023  |                    |                |
| 7. La fe            | 17 de novembre de 2023  |                    |                |
| 8. El destí         | 24 de novembre de 2023  |                    |                |

#### Audiències de la segona temporada
| Episodi                                 | Data original d'emissió | Data d'emissió TV3     | Espectadors  |
| --------------------------------------- | ----------------------- | ---------------------- | ------------ |
| 1. Els escollits                        | 25 setembre de 2024     | 23 de desembre de 2024 | 4.000 (1,1%) |
| 2. El secret                            | 25 setembre de 2024     | 23 de desembre de 2024 | 7.000 (1,4%) |
| 3. El sacrifici                         | 3 octubre de 2024       | 24 de desembre de 2024 | 1.000 (0,3%) |
| 4. La càrrega                           | 3 octubre de 2024       | 24 de desembre de 2024 | 8.000 (1,7%) |
| 5. L'inesperat                          | 10 octubre de 2024      |                        |              |
| 6. L'abisme                             | 10 octubre de 2024      |                        |              |
| 7. La traïció                           | 17 octubre de 2024      |                        |              |
| 8. El duel                              | 17 octubre de 2024      |                        |              |
| 9. La soledat                           | 24 octubre de 2024      |                        |              |
| 10. El destí                            | 24 octubre de 2024      |                        |              |
| 11. Les respostes (Darrere les càmeres) | 24 octubre de 2024      |                        |              |

### Audiències digitals
El programa va ser l'espai més vist de la nova plataforma 3cat durant els seus primers dies d'emissió.
La cadena, va informar el 18 de gener de 2024 que la primera temporada ha tingut més d'1.500.000 reproduccions a la plataforma digital 3Cat. Altres dades donades del ressò del concurs a les xarxes socials són les gairebé 10 milions de reproduccions d'on destaquen els 5 milions de reproduccions a Instagram i 4,4 milions a TiKToK.
En poc més de dues setmanes i amb sis capítols estrenats, "La travessa: expedició Mediterrani" superava les 568.000 reproduccions a la plataforma 3Cat, des de l'inici de la seva segona temporada. L'estrena dels capítols 5 i 6 ha dut el programa al seu rècord d'audiència diària, amb més de 73.500 reproduccions. En total, des de l'inici de la primera temporada, el programa acumula més de 2.500.000 reproduccions a la plataforma 3Cat.
Al novembre de 2024 les xifres revelades parlen de més de 2 milions de visualitzacions de la 1a temporada i gairebé 2 milions més de la 2a temporada, a poc d'arribar als 4 milions de reproduccions totals.

## Seqüela

### Segona temporada (Expedició Mediterrani)
Al gener de 2024 s'anuncià la segona temporada del format i l'obertura del procés de selecció per a participar-hi i també que es modifica el recorregut anant des del Cap de Creus (final de la 1ª temporada) fins al Delta de l'Ebre. El premi final també s'incrementa fins als 20.000€. El pressupost de la 2a temporada també s'incrementa fins als 1.361.669€.

### Tercera temporada (Expedició Ponent)
Al novembre de 2024 s'anuncià la tercera temporada del programa i l'obertura del càsting per a participar. El recorregut serà de sud a nord anant des del Delta de l'Ebre (final de la 2ª temporada) fins al Pirineu. El canvi més significatiu serà que serà la primera temporada que es rodi fora de l'estiu, buscant situacions extremes de fred.